# Got Talent Uruguay
Got Talent Uruguay es un programa de televisión uruguayo producido por Canal 10, estrenado el 22 de junio de 2020. Basado en el formato original Got Talent, creado por Simon Cowell, busca talentos de todas las edades, en artes como la actuación, el canto y el baile, los cuales se someten al escrutinio de un jurado. Presentado por Natalia Oreiro, el panel del jurado está compuesto por María Noel Riccetto, Claudia Fernández, Orlando Petinatti y Agustín Casanova.
La primera temporada fue estrenada el 22 de junio de 2020, inmediatamente después de Subrayado, y fue transmitida todos los lunes a las 21:00. Su primer programa logró ser lo más visto del día al promediar 17,7 puntos de cuota de pantalla. La segunda temporada fue estrenada el 12 de abril de 2021, promediando 21,39 puntos de cuota de pantalla. La tercera temporada fue emitida entre agosto y noviembre de 2022.

## Formato
Audiciones
Las primeras actuaciones – denominadas audiciones –  pasan por el escenario de un teatro a lo largo de varios programas; en ellas los participantes muestran su talento en diversas disciplinas, como el baile, el canto, humor, acrobacias, entre otras. Cada miembro del jurado decide si el participante merece seguir con su demostración; para ello tiene en la mesa un botón rojo que sirve para encender una cruz roja y detener la actuación en el caso de que de no quiera seguir escuchando o viendo el espectáculo; si los cuatro pulsan el botón, la actuación es detenida automáticamente, y el concursante queda eliminado. Cada miembro del jurado y el presentador tienen la posibilidad de pulsar un botón especial en las audiciones, denominado botón dorado, que da automáticamente al concursante el acceso directo a las semifinales, pero solo pueden usarlo una vez.
Corte del jurado
En la segunda etapa – denominada corte del jurado – los participantes que consiguieron tres o cuatro votos positivos del jurado en la ronda anterior, vuelven a presentarse para lograr pasar a las semifinales. En esta etapa, los concursantes reciben la devolución tras la actuación; sin embargo, y a diferencia de las audiciones, el anuncio de los que logran pasar a la siguiente ronda del show se da tras una deliberación del jurado.
Semifinales
Los concursantes que clasificaron a esta tercera etapa, por corte del jurado o botón dorado en las audiciones, realizan un nuevo número en las semifinales. En cada episodio se presentan ocho espectáculos, y a partir de esta etapa, el público participa en la elección de los finalistas, votando vía mensaje de texto. Solamente dos concursantes clasifican a la etapa final del programa; el concursante con mayor cantidad de votos clasifica directamente, y el segundo finalista es elegido por voto individual del jurado. En caso de empate, la cantidad de votos del público desempata.
Gran final
Todos los finalistas de cada instancia de semifinal participan en una última actuación, la gran final, en la cual nuevamente el público vota a su favorito, y define quién es el ganador del concurso, que se lleva un premio de $ 1 000 000, otorgado por Banco Santander.

## Ediciones
| Edición | Estreno             | Final                   | Premio      | Ganador            | Finalistas           | Finalistas       | Finalistas | Presentador    | Jurado           | Jurado            | Jurado              | Jurado            |
| Edición | Estreno             | Final                   | Premio      | Ganador            | Finalistas           | Finalistas       | Finalistas | Presentador    | 1                | 2                 | 3                   | 4                 |
| ------- | ------------------- | ----------------------- | ----------- | ------------------ | -------------------- | ---------------- | ---------- | -------------- | ---------------- | ----------------- | ------------------- | ----------------- |
| 1       | 22 de junio de 2020 | 7 de diciembre de 2020  | $ 1 000 000 | Diego Coronel      | Piero y Horacio      | Dúo Fa-Ra        | Coti Danz  | Natalia Oreiro | Agustín Casanova | Claudia Fernández | María Noel Riccetto | Orlando Petinatti |
| 2       | 12 de abril de 2021 | 20 de setiembre de 2021 | $ 1 000 000 | Enzo Castro        | Wendy Silveira       | Bernardo Steiner | Saydis     | Natalia Oreiro | Agustín Casanova | Claudia Fernández | María Noel Riccetto | Orlando Petinatti |
| 3       | 8 de agosto de 2022 | 28 de noviembre de 2022 | $ 1 000 000 | Camila Iza Machado | Levantando Polvareda | Los Sureños      | Full House | Natalia Oreiro | Agustín Casanova | Claudia Fernández | María Noel Riccetto | Orlando Petinatti |

## Equipo
| Miembro del equipo  | Puesto       | Lugar de procedencia | Profesión                                                                        |
| ------------------- | ------------ | -------------------- | -------------------------------------------------------------------------------- |
| Natalia Oreiro      | Presentadora | Montevideo           | Actriz, cantante, bailarina, diseñadora de moda, empresaria, conductora y modelo |
| María Noel Riccetto | Jurado       | Durazno              | Bailarina y empresaria                                                           |
| Claudia Fernández   | Jurado       | Montevideo           | Modelo, actriz, conductora, vedette y empresaria                                 |
| Orlando Petinatti   | Jurado       | Montevideo           | Empresario, presentador y productor de radio y televisión                        |
| Agustín Casanova    | Jurado       | Montevideo           | Cantante, actor y compositor                                                     |

## Producción
La idea de realizar una adaptación uruguaya del formato internacional, creado por Simon Cowell, surgió en marzo de 2019. El 30 de julio de ese año se confirmó que la actriz Natalia Oreiro sería la presentadora del programa, siendo su primera vez en conducir un programa de televisión local. En los primeros días de agosto, se revelaron los nombres de tres de los integrantes del jurado: ellos fueron la bailarina de ballet y antigua solista del American Ballet Theatre María Noel Riccetto; el locutor y productor de radio Orlando Petinatti; y la presentadora, actriz y vedette Claudia Fernández. Finalmente, el 1º de setiembre, el actor, cantante y vocalista de la banda Márama Agustín Casanova confirmó su participación.
Entre noviembre y diciembre de 2019 el equipo de producción realizó una gira por los 19 departamentos del país para realizar los cástines; en su conjunto, convocaron a más de 10 000 personas, convirtiéndose en la versión con más aspirantes. En febrero de 2020 comenzaron las grabaciones de las audiciones, las cuales se realizaron en importantes teatros del país: Teatro Español (Durazno), Teatro Politeama (Canelones), Teatro Florencio Sánchez (Paysandú), Centro de Convenciones (Punta del Este), y Teatro El Galpón (Montevideo). Las grabaciones de la segunda etapa comenzaron el 12 de agosto de 2020 en el Auditorio Nelly Goitiño de Montevideo; el mismo no contaba con público debido a las restricciones sanitarias por la pandemia de COVID-19. Con las mismas restricciones, las semifinales tuvieron lugar en dicha sala, mientras que la final fue celebrada en el Antel Arena.
El 14 de setiembre se anunció la renovación para una segunda temporada, prevista para el 2021. La misma fue estrenada el 12 de abril de 2021, y a diferencia de la primera, las presentaciones se realizan únicamente en Teatro El Galpón de Montevideo, contando con un aforo del 30% del público, debido a la pandemia de COVID-19. El 20 de setiembre de 2021, durante la final de la segunda temporada, se confirmó la renovación del programa para una nueva edición, prevista para el segundo semestre de 2022. La filmación de las primeras presentaciones se llevaron a cabo en el complejo Movie de Montevideo Shopping durante el mes de junio, y el 1 de agosto, la producción confirmó oficialmente, a través de las redes sociales, el estreno de la tercera temporada para el día 8 de ese mes. La misma concluyó el 28 de noviembre, con una final realizada en el Auditorio Nacional.

## Amamos el Talento
El 15 de junio de 2020, una semana antes del estreno de Got Talent Uruguay, se estrenó el programa derivado Amamos el Talento, presentado por Noelia Etcheverry y Annasofía Facello; en esa edición se anunció la fecha de estreno y se mostró una promo y un adelanto del primer programa. En el programa se dan a conocer todos los detalles del show, así como entrevistas y tras bastidores. Desde la tercera emisión del programa, Facello se retira de la conducción y Noelia Etcheverry es acompañada por Kairo Herrera.